# Bulbophyllum decurviscapum
Bulbophyllum decurviscapum är en orkidéart som beskrevs av Johannes Jacobus Smith. Bulbophyllum decurviscapum ingår i släktet Bulbophyllum och familjen orkidéer. Inga underarter finns listade i Catalogue of Life.